# Niers (rivière)
La Niers est une rivière d'Allemagne et des Pays-Bas, affluent de la Meuse en rive droite. 

## Géographie
Sa source se trouve près de Erkelenz, au sud de Mönchengladbach, en Rhénanie-du-Nord-Westphalie (Allemagne). La Niers traverse Mönchengladbach, Viersen, Wachtendonk, Gueldre et Goch avant de se jeter dans la Meuse, de l'autre côté de la frontière avec les Pays-Bas, à Milsbeek près de Gennep. Sa longueur totale est de 116 km; 108 km en Allemagne, 8 km aux Pays-Bas.

## Source
- (en) Cet article est partiellement ou en totalité issu de l’article de Wikipédia en anglais intitulé « Niers » (voir la liste des auteurs).